# Лешнев
Ле́шнев (укр. Лешнів) — село в Бродовской городской общине Золочевского района Львовской области Украины. Расстояние до города Броды составляет 18,5 км на юг.

## История

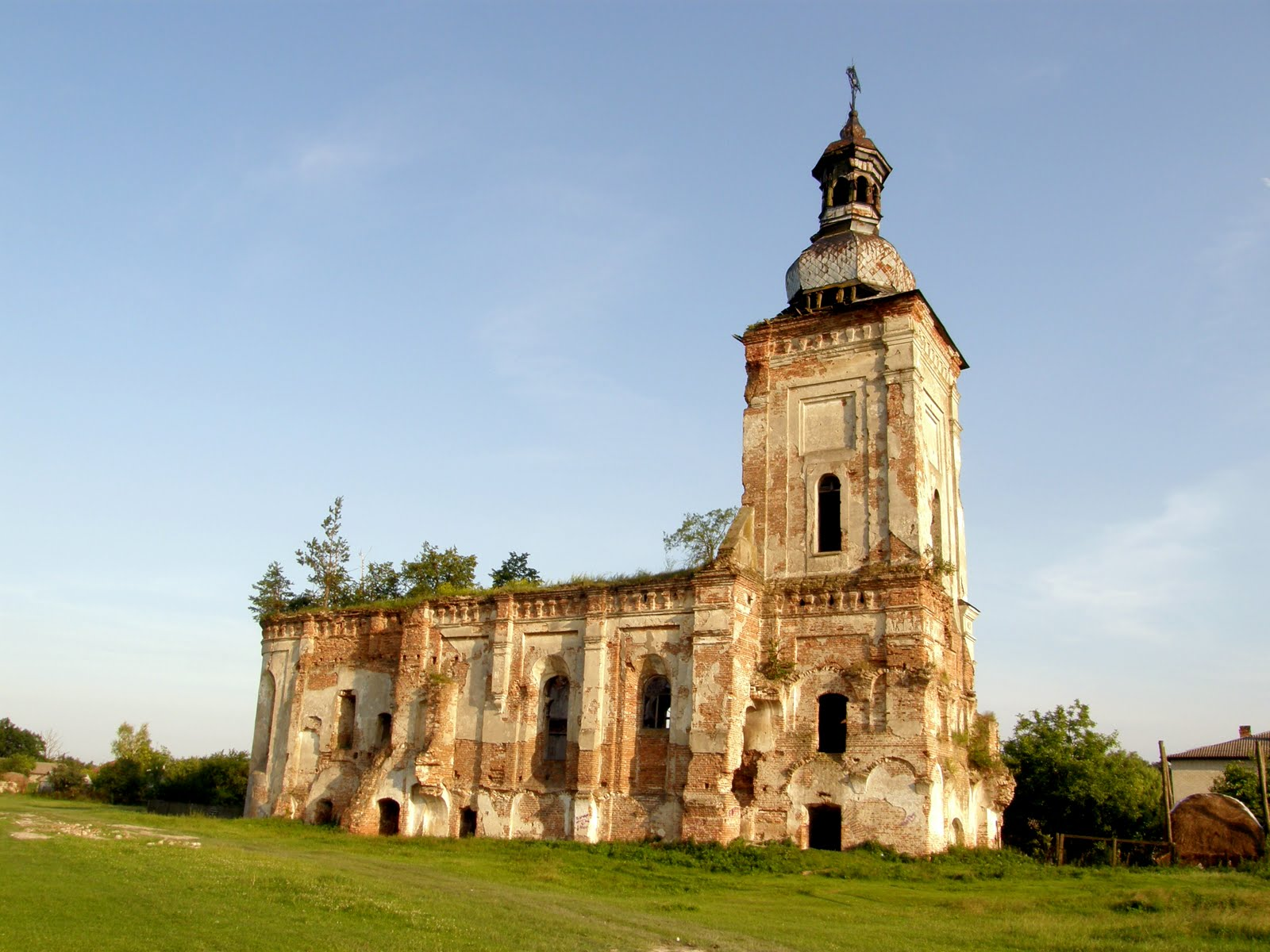
Руины Бернардинского монастыря

Впервые упоминается в 1471 году как село, с XVII века и до 1939 года — местечко с развитыми торговлей и ремёслами (действовало Магдебургское право).
К 1637 году стараниями тогдашнего владельца Матвея Лешнёвского основан бернардинский монастырь и римско-католический приход. В 1641 году земли проданы Станиславу Конецпольскому. В 1697 году построена новая римско-католическая церковь св. Матвея (руины сохранились до наших дней).
В XIX веке — село округа Броды края Золочев Галиции.
По переписи 1880 года вместе с присёлком Королёвка был 2181 житель в местечке и 47 вокруг. Местечку принадлежало 2943 морга пашни, 2136 моргов лугов и садов, 297 моргов пастбищ и 2746 моргов леса. Имелись римско-католический и греко-католический приходы, одноклассная школа.
В 1900 году среди 2110 жителей было 1105 греко-католиков, 295 римо-католиков, 134 евангелиста и 576 иудеев.
К 1906 году относится храм св. Николая УГКЦ.
В 1930 году действовала ячейка организации Сельроб-Единство.
К началу Второй Мировой Войны местечко было центром гмины Лешнёв Бродовского повята Тарнопольского воеводства Польши.
В 1939 году здесь (без Королёвки) проживало около 2010 человек, в том числе 1350 украинцев, 100 поляков, 400 латинников и лишь 160 евреев, эмигрировавших после Первой мировой войны. В 1940 году после присоединения к СССР 70 семей организовали колхоз, имевший 415 га земли, 64 пары коней, молотилку, 3 сеялки, 44 коровы и 35 овец.
В 1950-60-х годах была разобрана синагога.
В 1968 году — центр сельсовета, 1211 жителей. Работал колхоз им. Шевченко, занимавшийся животноводством и выращиванием зерновых и технических культур, которому принадлежало 4000 га земли (из них 2000 га лугов и пастбищ). Имелись мастерская бытового обслуживания, средняя школа, клуб, библиотека, книжный магазин, лечебница на 25 коек, а также ветеринарная лечебница.
К 1978 году колхоз им. Шевченко присоединён к колхозу им. Ленина села Комаровка, за третьей бригадой которого было закреплено 1853 га сельхозугодий, в том числе 1063 га пашни. В селе с 357 дворами и 1124 жителями были средняя школа (410 учеников и 35 учителей), ДК с залом на 450 мест, библиотека (8,5 тыс. экземпляров книг), отделение связи, АТС, мастерская бытового обслуживания, хлебопекарня, столовая, два продовольственных, хозяйственный, промтоварный и книжный магазины, мед-диспансер (на 35 коек), амбулатория, аптека.
В 1989 году население села составляло 1180 человек (570 мужчин, 610 женщин).
По переписи 2001 года население составляло 1148 человек, почти все (99,30 %) назвали родным языком украинский, несколько человек (0,61 %) — русский и один (0,09 %) — белорусский.
Имеются средняя школа, детский сад, народный дом общества «Просвита», амбулатория с дневным стационаром на 10 коек, библиотека.